# آستانه در

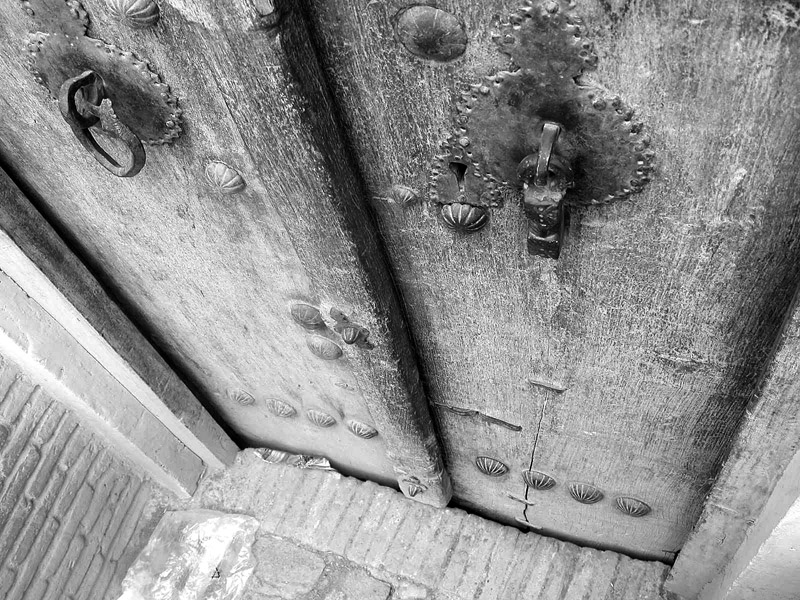
یک در قدیمی با آستانه آجری

آستانه به بخشی از چهارچوب در گفته می‌شود که در پائین در قرار دارد.
آستانه برخی از درها را گاهی بلند می‌ساختند تا تمایز بین فضای بیرون و درون مشخص گردد. همچنین آب باران کوچه و خیابان به درون ساختمان راه نیابد.

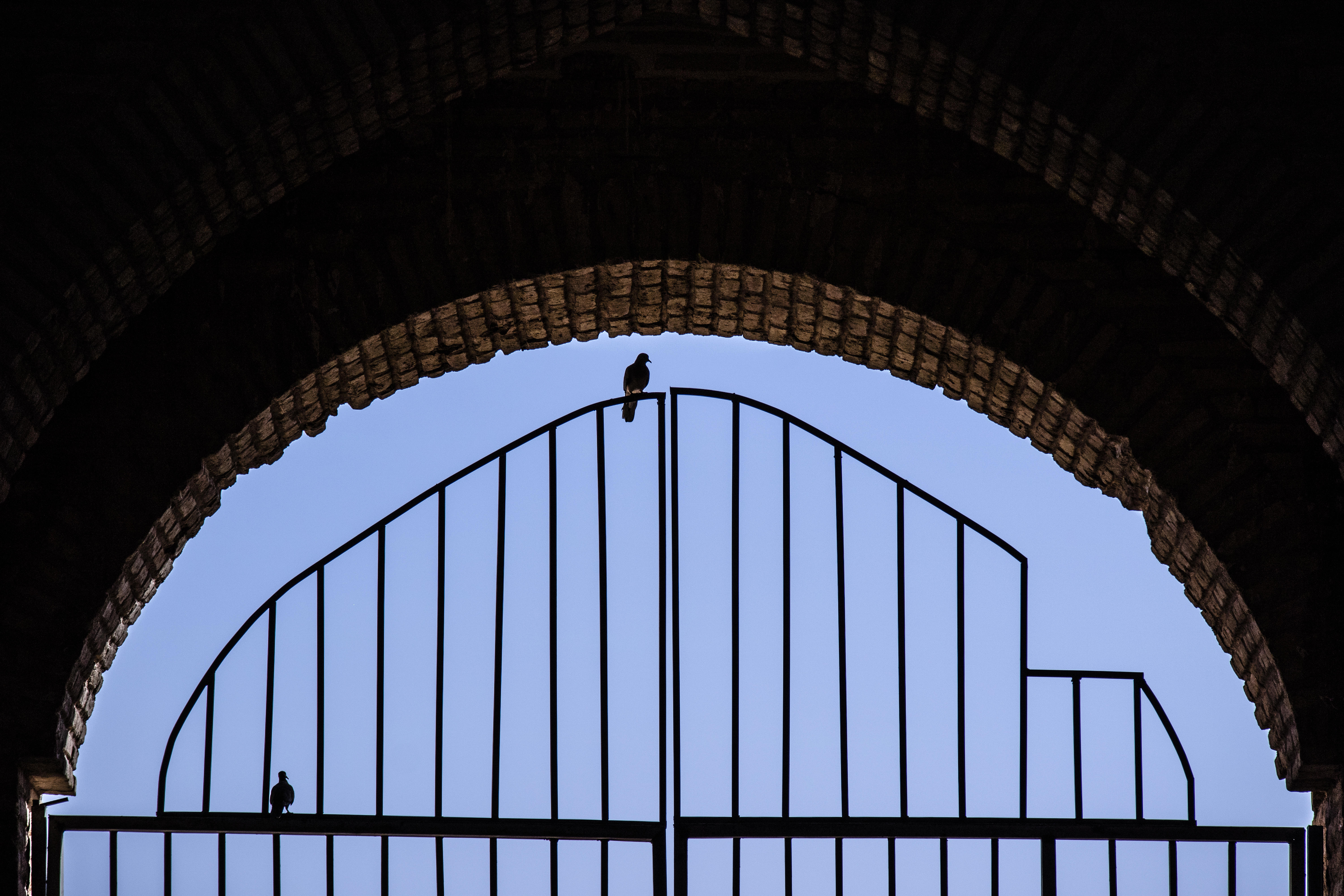
دو پرنده بر روی آستانه در کاروانسرای دیر گچین

در دوره‌های تاریخی متعددی آستانه در چنان ارزش و اهمیتی داشته‌است که افراد تلاش می‌کردند پای خود را بر روی آن نگذارند به عنوان مثال آستانه عالی‌قاپو اصفهان در دوره صفویه چنان اهمیتی داشته‌است که مردم آن را می‌بوسیدند و کسی حق نداشت بر روی آن پای بگذارد و فرد خاطی به شدت تنبیه می‌شد.
کمپفر دربارهٔ آستانه عالی‌قاپو چنین گفته‌است:
عالی‌قاپو دارای آستانه‌ای است از جنس مرمر که در تکریم و اجلال پادشاه سهم عمده‌ای دارد و عابرینی که می‌خواهند بدون شرف‌یابی به خدمت شاه برسند در آنجا به زمین می‌افتند و آستانه را می‌بوسند بنابرین همه سعی می‌کنند کفششان به آستانه نخورد وگرنه نگهبان آنان کتک جانانه‌ای می‌زند.